# 95785 Csányivilmos
95785 Csányivilmos è un asteroide della fascia principale. Scoperto nel 2003, presenta un'orbita caratterizzata da un semiasse maggiore pari a 2,6318869 UA e da un'eccentricità di 0,0551163, inclinata di 9,53534° rispetto all'eclittica.